# Tjugofemte söndagen efter trefaldighet
Tjugofemte söndagen efter trefaldighet är en söndag som präglas av kyrkoårets slut. Den firas endast vissa år beroende på hur påsk och jul infaller. I evangelieboken beskrivs den under rubriken Tjugofjärde söndagen efter trefaldighet, då dessa två aldrig inträffar under samma år: tjugofemte söndagen efter Trefaldighet infaller endast då tjugofjärde söndagen efter Trefaldighet är Söndagen efter Alla helgons dag eller alla själars dag. Tjugofemte söndagen efter trefaldighet inträffade senast år 2008, och dessförinnan 1938; den infaller nästa gång 2035.
Den infaller 33 veckor efter påskdagen. Den liturgiska färgen i Svenska kyrkan är grön.
Temat för dagens bibeltexter enligt evangelieboken är Den yttersta tiden, och en välkänd text är hämtad ur Matteusevangeliet där Jesus varnar för yttersta tidens fasor:
Folk skall resa sig mot folk och rike mot rike, och det blir hungersnöd och jordbävning på den ena platsen efter den andra.

## Svenska kyrkan

### Texter
Söndagens tema enligt 2003 års evangeliebok är Den yttersta tiden. De bibeltexter som används för att belysa dagens tema är:
| Varje årgång                                                          | Psaltarpsalm     |
| Amos 4:12-13 Första Johannesbrevet 2:28-3:3 Matteusevangeliet 24:3-14 | Psaltaren 39:5-8 |

### Fotnoter
1. ↑  ”Liturgiska färger under kyrkoåret”. Svenska kyrkan. Arkiverad från originalet den 5 mars 2016. https://web.archive.org/web/20160305070948/https://www.svenskakyrkan.se/default.aspx?id=730582. Läst 11 januari 2016.
2. ↑   Den svenska psalmboken med tillägg. Stockholm: Verbum. 2005. sid. 1559–1560. Libris ht7wjxh8f3k4gcqk. ISBN 978-91-526-5515-3